# Bach-Collegium Stuttgart

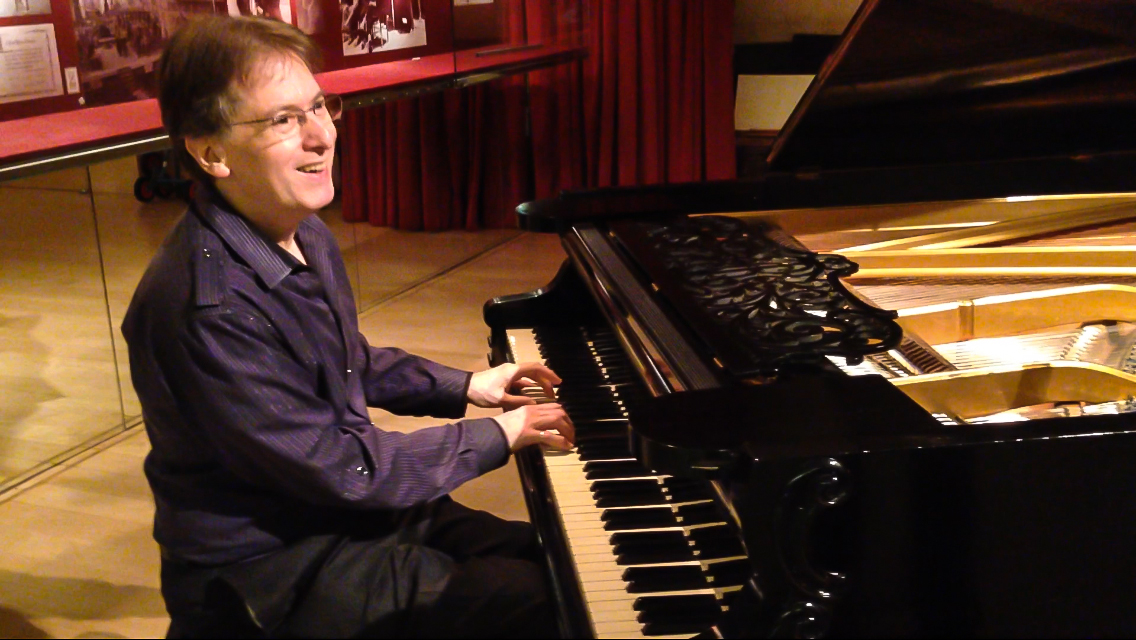
Levin tocando un piano alemán Rönisch en el Museo de la Música de Barcelona.

Bach-Collegium Stuttgart es una agrupación instrumental alemana fundada por Helmuth Rilling en 1965 para acompañar al Gächinger Kantorei en la interpretación de música coral con orquesta.

## Historia
Esta agrupación musical fue creada por Helmuth Rilling en 1965. Sus miembros son en su mayoría músicos de orquesta de Alemania y Suiza que se reúnen para proyectos asociados con el acoro y también en programas instrumentales propios.
El ensamble ha actuado en festivales tales como el "Musikfest Stuttgart" de la Internationale Bachakademie Stuttgart, el Festival de Salzburgo, el Festival de Lucerna, el Festival Primavera de Praga o el Rheingau Musik Festival.
Gächinger Kantorei y Bach-Collegium Stuttgart, bajo la batuta de Rilling, completaron la primera grabación de las cantatas and oratorios de Bach, un proyecto que se extendió durante 15 años en colaboración con el sello Hänssler Classic, en 1985 con la ocasión del 300º aniversario del nacimiento del compositor. La grabación fue galardonada con el Grand Prix du Disque.
El Bach-Collegium Stuttgart ha participado en estrenos de obras como Deus Passus (Passionsstücke nach Lukas) de Wolfgang Rihm en 2000, así como nuevas versiones de piezas como la Gran misa  de Mozart completada por Robert D. Levin.